# Cheilotrichia praelata
Cheilotrichia praelata är en tvåvingeart som först beskrevs av Alexander 1936.  Cheilotrichia praelata ingår i släktet Cheilotrichia och familjen småharkrankar. Inga underarter finns listade i Catalogue of Life.